# Чулим (Тяжинський округ)
Чули́м (рос. Чулым) — село у складі Тяжинського округу Кемеровської області, Росія.
Стара назва — Чарочкино.

## Населення
Населення — 234 особи (2010; 398 у 2002).
Національний склад (станом на 2002 рік):
- росіяни — 96 %